# 北拉德河
52°42′38.8″N 7°17′6″E / 52.710778°N 7.28500°E

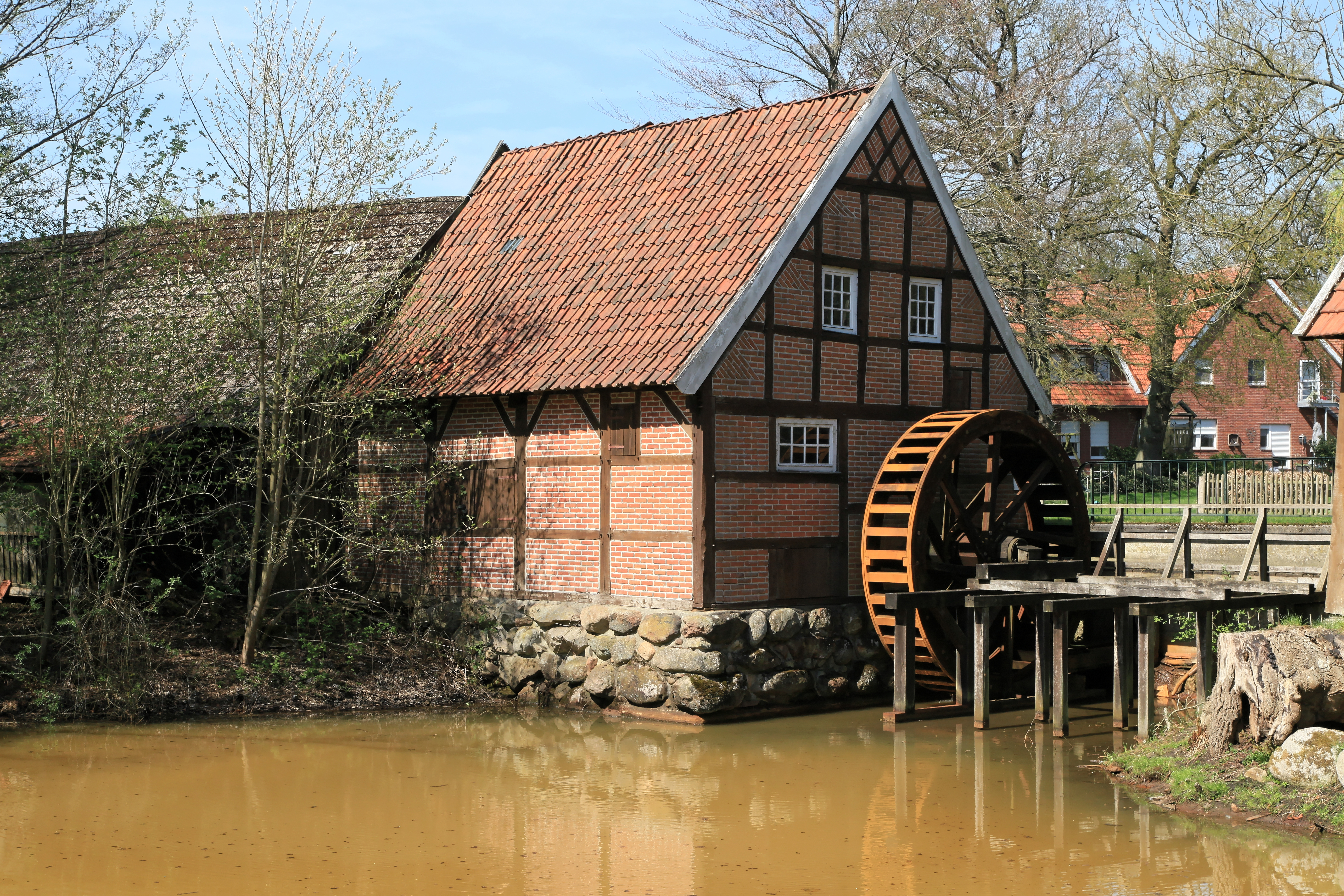
北拉德河

北拉德河（德語：Nordradde），是德國的河流，位於該國西北部，由下薩克森州負責管轄，屬於埃姆斯河的右支流，河道全長32.5公里，流域面積約200平方公里，發源自施潘哈倫施泰特。